# Сергієво-Посадський міський округ
Се́ргієво-Поса́дський райо́н — муніципальний район в Росії, в складі Московської області.

## Адміністративний поділ
До складу району входять 12 поселень, з яких 6 міських поселень та 6 сільських поселень:
| Поселення                           | Площа, км² | Населення, осіб | Центр            | Населені пункти |
| ----------------------------------- | ---------- | --------------- | ---------------- | --------------- |
| Богородське міське поселення        | -          | 10056           | Богородське      | 14              |
| Краснозаводське міське поселення    | 33,6       | 14641           | Краснозаводськ   | 3               |
| Пересвєтське міське поселення       | 43,6       | 14692           | Пересвєт         | 6               |
| Сергієво-Посадське міське поселення | 230,8      | 122493          | Сергієв Посад    | 26              |
| Скоропусковське міське поселення    | -          | 5447            | Скоропусковський | 2               |
| Хотьковське міське поселення        | -          | 24298           | Хотьково         | 30              |
| Березняковське сільське поселення   | -          | 7203            | Березняки        | 32              |
| Василевське сільське поселення      | -          | 3951            | Мостовик         | 26              |
| Лозовське сільське поселення        | -          | 5377            | Лоза             | 30              |
| Реммашевське сільське поселення     | 21,5       | 7631            | Реммаш           | 3               |
| Селковське сільське поселення       | 440,0      | 3702            | Селково          | 47              |
| Шеметовське сільське поселення      | 469,0      | 9466            | Шеметово         | 73              |

## Найбільші населені пункти
| № | Населений пункт  | Населення, осіб | Рік  |
| - | ---------------- | --------------- | ---- |
| 1 | Сергієв Посад    | 105 835         | 2010 |
| 2 | Хотьково         | 21 612          | 2010 |
| 3 | Пересвєт         | 14 142          | 2010 |
| 4 | Краснозаводськ   | 13 697          | 2010 |
| 5 | Богородське      | 9 836           | 2010 |
| 6 | Реммаш           | 7 000           | -    |
| 7 | Скоропусковський | 5 458           | 2010 |